# Кандышла
Кандышла (баш. Ҡандышлы) — река в России, протекает по Мелеузовскому району Башкортостана. Устье реки находится в 26 км от устья реки Нугуш по правому берегу. Длина реки составляет 10 км. Имеет левый приток — ручей Топкий. На реке стоит село Александровка.

## Данные водного реестра
По данным государственного водного реестра России относится к Камскому бассейновому округу, водохозяйственный участок реки — Белая от Юмагузинского гидроузла до города Салавата, без реки Нугуш (от истока до Нугушского гидроузла), речной подбассейн реки — Белая. Речной бассейн реки — Кама.
Код объекта в государственном водном реестре — 10010200412111100018053.